# Дели (воины)

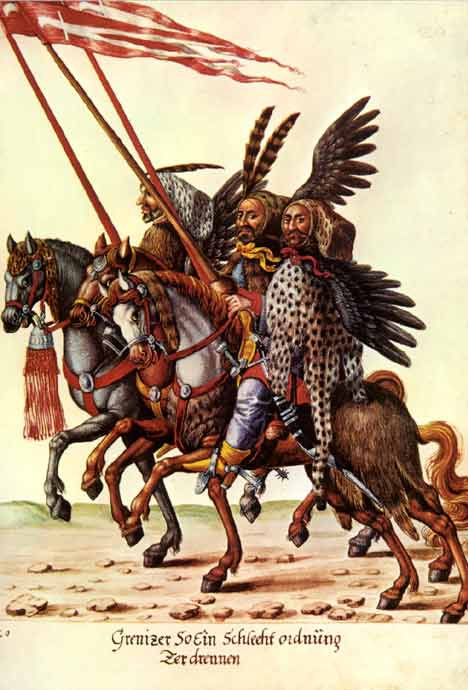
Дели.
(I Turchi. Codex Vindobonensis 8626), 1590 год

Дели́ (тур. deli — «сорвиголова, безумный, отчаянный, храбрый…»), во множественном числе дели или делиле́р (тур. deliler) — общепринятое название специальных лёгких регулярных кавалерийских подразделений в войсках Османской империи, созданных в конце XV—начале XVI века. Они были известны своей безрассудной храбростью и мужеством в бою с врагами, а также необычной одеждой. Позднее вышли из-под контроля и превратились в банды, грабившие население, что привело к упразднению формирований в XIX веке.  Традиционно считается, что у дели позаимствован облик крылатых гусар.

## Внешний вид и структура

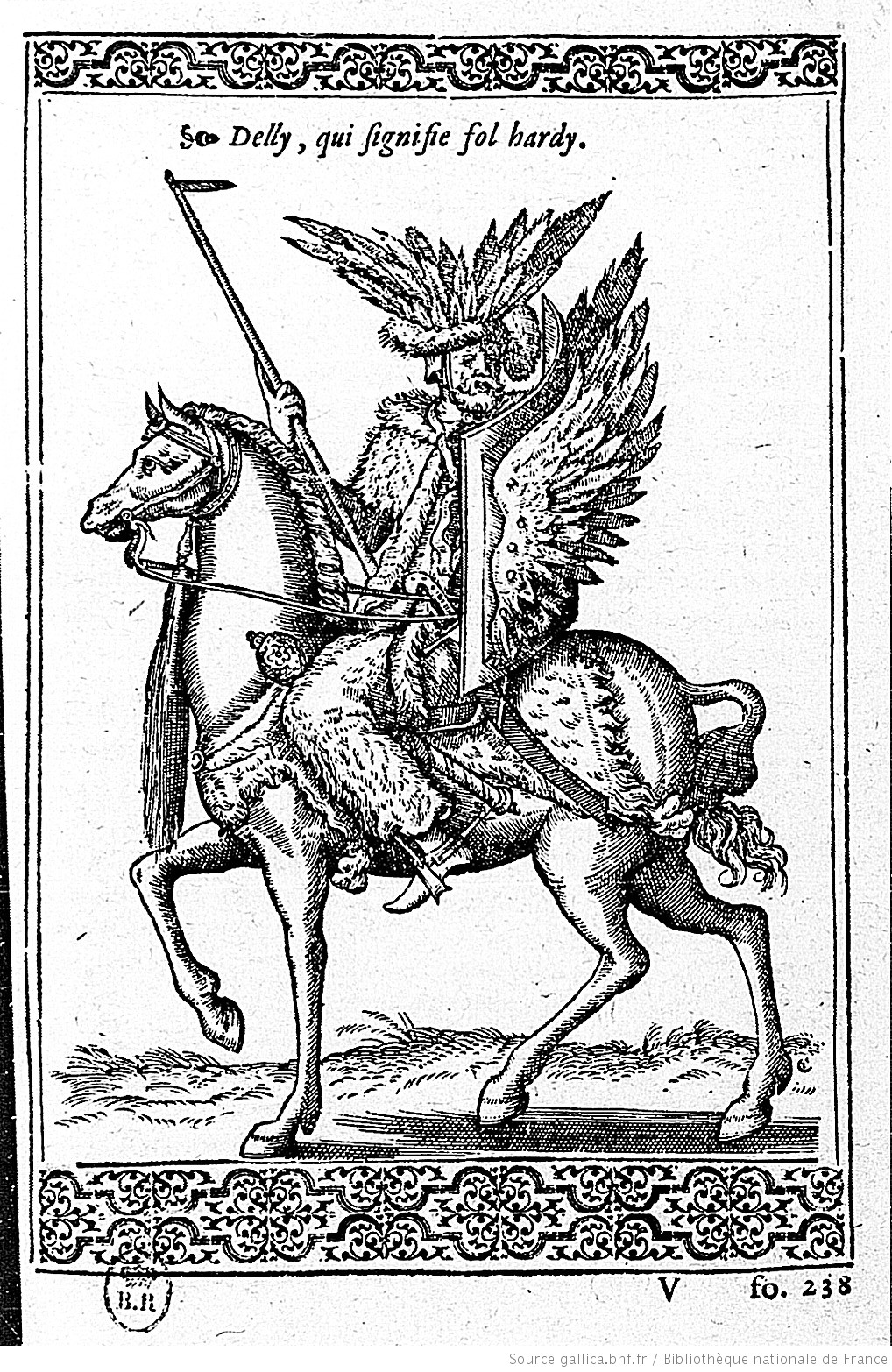
Дели на гравюре Никола Николе из Les Navigations, pérégrinations et voyages faicts en Turquie…, 1579

Дели носили дикие костюмы, их оружие также выглядело ужасным, с преувеличенными деталями и аксессуарами. Все это служило важной цели — напугать врага. Иногда только их появление приводило вражеские подразделения в ужас. Антуан Галлан наблюдал в 1672 году отъезд армии в польскую кампанию и оставил подробное описание облика дели: «Их одежда была чистой, но странной. Они были все молоды, красивы, подвижны и почти одного возраста.<…> Большинство из них были покрыты шкурой тигра. Некоторые обернули её в виде шарфа, а другие сделали нечто, вроде кафтана, закрепив на груди». Джелалзаде Мустафа-челеби в своём труде «Табакат аль-Мамалик фидарджат аль-Масалик» упомянул дели, служивших бею Семендере, Яхьяпашазаде Бали-бею, и описал их облик. Дели были вооружены искривлёнными кинжалами, вогнутыми щитами, копьями и булавами (боздоганами), прикреплёнными к их седлам. В более поздние времена от дели отделились тюфекчи (тур. Tüfekçi — «стрелок», «оружейник»), которые были вооружены пистолетами или ружьями. Дели носили головные уборы, сделанные из кожи диких животных, таких как гиены или леопарды, с орлиными перьями, их щиты также были украшены перьями. Одежда и попоны лошадей были сделаны из кожи львов, тигров и лисиц, их штаны — из волчьих или медвежьих шкур. Их сапоги из телячьей кожи, с острыми носами и высокими каблуками, были известны как серхадлик (тур. serhadlik) или пограничные сапоги. За спиной у них было два крыла, лук и стрелы. Лошади дели были известны своей силой и выносливостью.
Одежда дели изменилась в XVIII веке: они стали носить трубчатые шляпы, 26 дюймов длиной, сделанные из чёрной кожи ягнёнка, обмотанные тюрбанами.
Пятьдесят—шестьдесят дели составляли байрак (тур. bayrak — флаг, штандарт), группы из нескольких байраков возглавлялись делибаши. Новобранец, прикрепленный к отряду аги (офицера), после изучения правил оджака (подразделения) и подтверждения желания служить приносил присягу на службу вере и государству и стойкость в бою. В конце церемонии, включавшей молитвы, рекрут получал звание ага-джираги (ученик аги),  на его голову  церемониально водружали шляпу дели. Дели, нарушившие свою клятву, пренебрегавшие правилами или сбежавшие с поля боя, изгонялись и лишались шляпы.

## История
Сулейман-наме, 1579
Кемальпашазаде писал о дели: «Как акынджи они идут впереди армии, занимают место на поле боя во время войны, тренируют свои отряды, получают информацию о враге, взяв живых пленников».
Первые дели появились как личная свита у бейлербеев, санджакбеев и уджбеев в Боснии и Семендере в конце XV или в начале XVI века. Частично дели набирались среди турок, но в основном среди таких балканских наций, как боснийцы, хорваты и сербы. Большинство из них были недавно обращенными в ислам и были фанатично преданы войне с неверными. Покровителем их оджаков считался калиф Умар. Хотя позднее официально название дели было отброшено и заменено на делил (тур. delil — проводники), они по-прежнему до недавнего времени оставались известны под первоначальным названием. Традиционно считается, что польские крылатые гусары, первоначально набиравшиеся из сербов, позаимствовали свой облик у дели.
В первой половине XVI столетия на Балканах были отряды дели Яхьяпашазаде Бали-бея, Мехмед-бея и Гази Хюсрева-паши, санджакбея Боснии. На битву при Мохаче Хюсрев-паша привёл 10 000 дели помимо других войск. Хюсрев-паша был первым, создавшим настолько большой корпус дели, его эффективность заставила других губернаторов подражать Хюсреву-паше. В XVII веке дели Тирияки Хасана-паши и Лала Мехмеда-паши отличились в кампаниях против Австрии. Кавалерийская организация дели распространилась и в Анатолию, где дели числились в сопровождении визирей и бейлербеев. Антуан Галланд, сопровождавший французского посланника маркиза де Нуантеля к Мехмеду IV, сообщает о 3000 дели, охранявших дворец султана, однако это не подтверждается другими источниками. Согласно сообщению Поля Рико, находившегося в Стамбуле с посольской миссией, во времена Мехмеда IV от 100 до 400 дели служили охранниками великого визиря.
Дели получили фиксированную зарплату от бейлербейя или бея, которому служили. Согласно Полю Рико, в середине XVII века ежедневная оплата дели составляла 12 или 15 асперов (акче); Марсильи, писавший позднее, отмечал, что они получали оплату только во время активных боевых действий.
Перестрелка за холмами;
Смотрит лагерь их и наш;
На холме пред казаками
Вьется красный делибаш.
Делибаш! не суйся к лаве,
Пожалей свое житье;
Вмиг аминь лихой забаве:
Попадешься на копье.
Эй, казак! не рвися к бою:
Делибаш на всем скаку
Срежет саблею кривою
С плеч удалую башку.
Мчатся, 
сшиблись в общем крике...
Посмотрите! каковы?..
Делибаш уже на пике,
А казак без головы.
Дели хорошо послужили государству в XVI и XVII веках, но позже они стали неорганизованны, как и прочие военные подразделения. Главная проблема состояла в том, что дели были частью личной свиты того или иного губернатора, и в конце назначения этого губернатора они подлежали увольнению. Затем им приходилось искать другого патрона или найти другую работу. Обычно это не было проблемой, в лёгкой регулярной кавалерии была постоянная потребность. Так что этот недостаток не создавал больших проблем в классический период, когда возможности трудоустройства были высокими. Однако в последующие века это станет частью более масштабной проблемы наёмников. После фирмана Сулеймана II об ограничении количества дели в свитах провинциальных администраторов (бейлербеев, санджакбеев, мутеселлимов) большое количество дели осталось без места службы. Дели, лишенные хозяина либо после увольнения вали, которому они служили, либо в случае неоплаты, обычно бродили в поисках нового покровителя, нападая на деревни и грабя их. Серьёзных мер по реформированию структуры дели не было предпринято. Главы провинциальных администраций получили фирман, дозволявший самим расправляться с бандитами. В итоге грабежи сконцентрировались в регионах Кутахьи и Коньи. В Кютахье в конце XVIII века был известен делибаши по имени Коджа-баши, стоявший во главе многочисленной банды; а в 1801 делибаши Исмаил терроризировал регион Коньи. В восстании, вспыхнувшем в Конье в 1803 против «новой армии» (Низам-и Джедид), Исмаил помогал мятежникам и, захватив Конью, застрелил кади Абд ур-Рахмана-пашу. Буйство дели достигло пика в конце XVIII и начале XIX веков, когда они были серьезным проблемой для населения Анатолии. Это побудило великого визиря Юсуф Зияэддина-пашу по возвращении из египетской экспедиции в Алеппо принять решение о реорганизации дели. Некоторых из них он отправил в Багдад, оставшихся в его свите он не демобилизовал, а отвез в Стамбул и разместил в казармах в Ускюдаре. Многочисленные дели фанатичного Гурджи (грузина) Османа-паши в Румелии также были доставлены в Стамбул и расквартированы в казармах Дауд-паши. Позже все дели в Стамбуле, насчитывавшие 200 байраков, были отправлены в Багдад
«Дели отбили их в отличном стиле, преследовали их по своим линиям, сломали каре пехоты, порубили саблями и взяли две пушки и четыре кессона».
«Русским досталась победа — могло ли быть иначе? — но слава в битве досталась дели, которые во второй раз в течение месяца сломали вражеский строй; факт, который показывает, что русская пехота не так хороша, как её хвалят».
Дели отличились ещё раз в Русско-турецкой войне (1828—1829), дав повод вспомнить своих предшественников в XVI веке. Об этом писал сэр Адольфус Слейд, наблюдавший за конфликтом с турецкой стороны. Он был поражён их храбростью и их владением лошадьми. По его словам, один из дели спас жизнь великого визиря.
В 1829 году, после русско-османской войны, 2000 дели под командованием 18 делибаши и одного хайтабаши (лидер банды) перебрались в Анатолию и, собравшись в районе Коньи, снова попытались заняться разбоем. Султан Махмуд II, настроенный осуществить реформу армии, после формирования кавалерии «Асакир-и-Мансур» ликвидировал структуру дели. Те, кто остался и не выполнил приказ сложить оружие и поселиться на земле, были разгромлены. Вали Карамана Эсад-паша послал губернатора Коньи, Сулеймана-пашу, навстречу дели, возле Акшехира дели были разгромлены, делибаши убиты. Оставшиеся бежали в Египет и Сирию. За успешное решение этой проблемы Сулейман-бей был награждён ценным мушкетом.